# Xã Mount Pleasant, Quận Clark, Nam Dakota
Xã Mount Pleasant (tiếng Anh: Mount Pleasant Township) là một xã thuộc quận Clark, tiểu bang Nam Dakota, Hoa Kỳ. Năm 2010, dân số của xã này là 270 người.